# Sentinel (танк)
Сентінел (англ. Sentinel) — австралійський крейсерний танк часів Другої світової війни, середній за масою. Був створений у 1942 році, коли для відбиття загрози японського вторгнення Австралії терміново був потрібен танк, придатний для виробництва виключно австралійськими підприємствами.
У 1942 році було випущено 66 «Сентінелів» в кількох варіантах. Танк використовувався австралійськими військами до 1945 року, виключно у навчально-тренувальних цілях, озаяк 1943 року вже стали доступні досконаліші танки «Шерман» виробництва США.

## Історія створення
До середини 1940 року загроза Австралії з боку Японії стала настільки серйозною, що австралійський уряд розвернув термінову програму озброєння. Оскільки Велика Британія, що чекала німецького вторгнення, не могла поставити будь-якої кількості танків, єдиним виходом було розгортання власного танкобудування.
При залученні технічних консультантів з Великої Британії, було прийняте рішення використовувати доступні комерційні вузли та агрегати, комбінуючи їх до розробленого нового корпусу, підвіски, шасі і вузлів силової установки.
Результатом став танк, відомий як AC-1, або «Сентінел». Він відрізнявся корпусом, відлитим як єдина деталь, литою баштою і установкою трьох бензинових двигунів «Кадилак», обертаючих один ведучий вал. Основне озброєння обмежувалося 2-фунтовою (40-мм) протитанковою гарматою, хоча пізніше експериментували і з 25-фунтової (87,6-мм) гарматою.
Перший «Сентінел» був зібраний в січні 1942 року. Оригінальні інженерні рішення обмежили вибір підприємств для виробництва цих машин. Будувалося нове підприємство для виробництва танків, але їх випуск припинився в липні 1942 року після складання 66 машин. До цього часу стало очевидно, що американські танкові заводи зможуть задовольнити всі майбутні потреби Австралії, так що подальше власне виробництво стало неекономічним.

## Модифікації
- Sentinel AC I — основний виробничий варіант, з 40-мм гарматою. Випущено 66 одиниць.
- Sentinel AC II — нереалізований проєкт здешевленої версії танка.
- Sentinel AC III — версія «ближньої підтримки» з 88-мм гарматою-гаубицею QF 25 pounder. Зроблено один прототип.
- Sentinel AC IV — модифікація з 76,2-мм гарматою QF 17 pounder, створена на базі AC III. Зроблено один прототип.